# Space Beam
Space Beam (スペースビーム?, Supēsu Bīmu) è un videogioco arcade di genere sparatutto a schermata fissa, sviluppato e pubblicato nel 1979 dalla Irem.

## Modalità di gioco
Space Beam è un duello virtuale ambientato nello spazio tra l'astronave del giocatore, posta sulla parte bassa dello schermo, e una navicella madre aliena controllata dal computer, posta invece su quella alta. In questa sfida sono presenti piccole numerose navi mobili che fungono da ostacoli. 
Ambedue le parti sparano lunghi o corti raggi laser; le misure dipendono da quanto carburante si consuma continuando a sparare e al tempo stesso viene ricaricato in automatico. Gli indicatori sono visualizzati nella parte inferiore dell'interfaccia.
La navicella nemica ogniqualvolta viene centrata torna sempre in gioco dopo alcuni secondi, quindi, per completare definitivamente la fase e passare a quella successiva il giocatore deve rimuovere anche tutti quegli ostacoli. La partita termina quando esaurisce le vite a disposizione.

## Cloni
Esistono due cloni ufficiali di questo titolo. Il primo venne realizzato dalla Konami nel 1979 e porta il nome di Space War, mentre il secondo dalla Taito nel 1980 come Space Laser.